# 현대위아
현대위아(Hyundai WIA)는 대한민국의 기업으로, 현대자동차그룹의 계열사다. 자동차 부품 사업과 공작기계 사업을 핵심 부문으로 두고 있다. 매출 구성은 자동차 부품 82%, 기계 18% 가량으로 구성된다. 자동차 엔진, 부변속기, 등속조인트 등의 파워트레인 부품, 모듈(샤시모듈, 플랫폼모듈 등)을 제조한다. 공작기계산업의 수요처는 자동차, 항공기, 선박 산업으로 이들 산업의 제조업 설비 투자에 민감하게 영향을 받는다.

## 역사
1976년, 기아산업은 기아기공을 설립하였다. 기아기공은 공작기계와 자동차용 변속기를 생산하며 기아산업의 주요 부품을 조달하였다. 2014년 9월, 자동차 부품 단·주조제품 전문업체인 현대위스코와 현대메티아를 11월 1일부로 흡수 합병한다고 발표하였다.

## 연혁
- 1976년 3월 - 기아기공(주) 설립
- 1976년 5월 - 미국현지법인설립
- 1990년 1월 - 안산반월공장 준공
- 1993년 4월 - 광주공장 준공
- 1993년 12월 - 국내 최초 상용차용 변속기 누계생산 100만대 돌파
- 1994년 4월 - 항공기 랜딩기어 국산화 개발
- 1996년 3월 - 기아중공업(주)로 사명 변경
- 1997년 6월 - 공작기계 수직선반(CX-1) 한일공동 개발(일본/히타치세이키)
- 1998년 3월 - 민항기 착륙장치 공동개발(프랑스·Messier-Dowty)
- 1999년 3월 - 현대그룹의 계열사로 정식 편입
- 2000년 1월 - 기아중공업(주)에서 위아(주)로 상호변경
- 2004년 1월 - 중국 주물법인(Jiangsu Hyundai Wia Co.ltd) 설립
- 2005년 1월 - 중국 주물공장 준공, 양산
- 2007년 4월 - 중국 엔진법인 공장준공, 양산개시 (산동성 일조시)
- 2009년 3월 - 위아마그나파워트레인(주) 법인설립
- 2009년 8월 - 위아(주)에서 현대위아(주)로 상호변경
- 2010년 3월 - 인도 현지법인 (Hyundai Wia India Private Ltd) 설립
- 2011년 2월 - 한국거래소 유가증권시장에 신규 상장
- 2012년 - 창원3공장 변속기 신축공장 준공
- 2013년 - 인도법인 CVJ 신축공장 준공
- 2014년 - 자동차부품 일관생산체제 구축(현대위아, 현대메티아, 현대위스코 합병)
- 2015년 - 터보차저 사업진출 및 양산 개시
- 2016년 - 현대위아 서산공장(다목적엔진공장) 신축 및 양산 개시
- 2018년 - 유럽기술지원센터 (Tech Cube) 준공
- 2019년 1월 - 세계 최초 기능통합형 드라이브 액슬(IDA) 개발

## 모빌리티 솔루션
사물 인터넷(IoT) 및 자율 주행 기술을 접목한 로봇 기술로 주차로봇·배송로봇 등을 개발하고 있다.
2024년 6월 20일에 공개된 주차로봇은 팩토리얼 성수에 적용됐다. 팩토리얼 성수는 이지스자산운용의 로봇 친화형 오피스 빌딩이다. 고객이 업무용 차량을 이용할 때 차량을 지정된 장소로 꺼내 주거나 이용이 끝났을 때 지정된 장소에 고객이 차를 반납하면 자동으로 주차해주는 주차 로봇을 서비스한다. 주차 로봇이 상용화되는 것은 국내에서 처음이다. 이 주차 로봇은 얇고 넓은 형태의 로봇 한 쌍이 차량 하부에 들어가 바퀴를 들어 올려 이동시킨다. 로봇의 두께는 110mm로 어떤 차량에도 적용될 수 있도록 설계됐으며, 장착된 라이다 센서를 통해 로봇이 차량 바퀴 크기와 위치를 인식하고 들어 올릴 수 있다. 최고 초속 1.2m의 속도로 최대 2.2톤의 차량까지 자동 주차가 가능하고 전후좌우 어떤 방향으로도 움직일 수 있도록 개발돼 주차가 어려운 좁은 공간에서도 차량 이동이 가능하다. 같은 면적의 공간에 더 많은 주차면을 확보할 수 있도록 해 공간 활용성을 크게 높인다.
주차 로봇 도입과 함께 최대 50대의 주차 로봇을 동시에 관제할 수 있는 ‘스마트 주차 관제 시스템’도 개발했다. 이 시스템은 주차 로봇이 최적의 경로로 운행하고 여러 대의 차량을 효율적으로 배차할 수 있도록 돕는다.
현대차그룹이 주차 로봇을 가지고 차이코프스키 '꽃의 왈츠'에 맞춰 춤추는 영상을 공개했다. 이는 AI를 활용해 만든 영상이지만 현대차그룹 메타플랜트 아메리카와 싱가포르 혁신센터에서 활용되고 있다고 한다.